# Precious Plastic
Precious Plastic (deutsch „Kostbarer Kunststoff“) ist ein Open-Source-Hardware-Kunststoff-Recycling-Projekt. Das Projekt wurde 2013 von Dave Hakkens gestartet und befindet sich nun in seiner vierten Iteration. Es stützt sich auf eine Reihe von Maschinen und Werkzeugen, die recyceltes Plastik zermahlen, schmelzen und injizieren und so die Schaffung neuer Produkte aus recyceltem Plastik in kleinem Maßstab ermöglichen.
Alle vom Projekt erstellten Informationen wie Codes, Zeichnungen und Quellmaterialien sind unter der Creative-Commons-Lizenz: „Creative Commons Attribution - Share Alike International 4.0“ kostenlos online verfügbar.

## Hochschulkooperationen
Im Jahr 2018 wurde eine Gruppe namens Precious Plastic Texas von Studenten der University of Texas gegründet, nachdem sie sich über die Aktivitäten in Thailand informiert hatten. 2019 begannen Studenten des Einstiegsseminars des Environmental Fellows Program an der DePauw University in Indiana mit der Arbeit an einem Precious-Plastic-Projekt und erhielten Mittel aus dem Joseph and Carol Danks Centers Council Fund for Multidisciplinary Projects. Das Projekt wird in einem Gateway-Seminar und drei Kunstklassen fortgesetzt, und sie werden möglicherweise eine Reise zu einem Precious Plastic-Standort außerhalb des Campus hinzufügen. In Australien gewannen Studenten der UNSW Business School in enger Zusammenarbeit mit Precious Plastic mit ihrer Gründungsidee Closed Loop – einem lokalen Kunststoffabfall-Recyclingunternehmen – den Big-Idea-Wettbewerb 2019 in der Kategorie für Postgraduierte. Ingenieurstudenten der Monash University schufen eine tragbare Ein-Meter-Würfel-Recycling-Maschine aus Precious Plastic, die zu Veranstaltungen transportiert und dort ausgestellt werden soll. Die Studenten der Universität Monash haben eine neue, auf einem Würfel basierende Recyclingmaschine entwickelt.
An der Technischen Universität Hamburg werden in der Studierendenwerkstatt und von Precious Plastic mit Hilfe von 3D-Druckern Gesichtsschutzvisiere, sogenannte Protective-Face-Shields, gedruckt, die in Krankenhäusern von medizinischem Personal für COVID-19 benötigt werden.